# Pinus nigra
El pino salgareño (Pinus nigra) es una especie arbórea de la familia de las pináceas. También se conoce como pino laricio, pino negral,o pino salgareño.

## Distribución y hábitat
Es una especie moderadamente variable, que aparece por todo el sur de Europa desde la península ibérica hasta Crimea, y también en Asia Menor, Chipre, y localmente en los montes Atlas del noroeste de África. El grueso de su área de distribución está en Turquía. Se encuentra en alturas que van hasta 2000 m sobre el nivel del mar, más frecuentemente desde los 250 hasta los 1600 m. El pino salgareño es un árbol de hoja perenne. Prefiere suelos calizos. Su madera es muy elástica y bastante rica en resina.

## Descripción

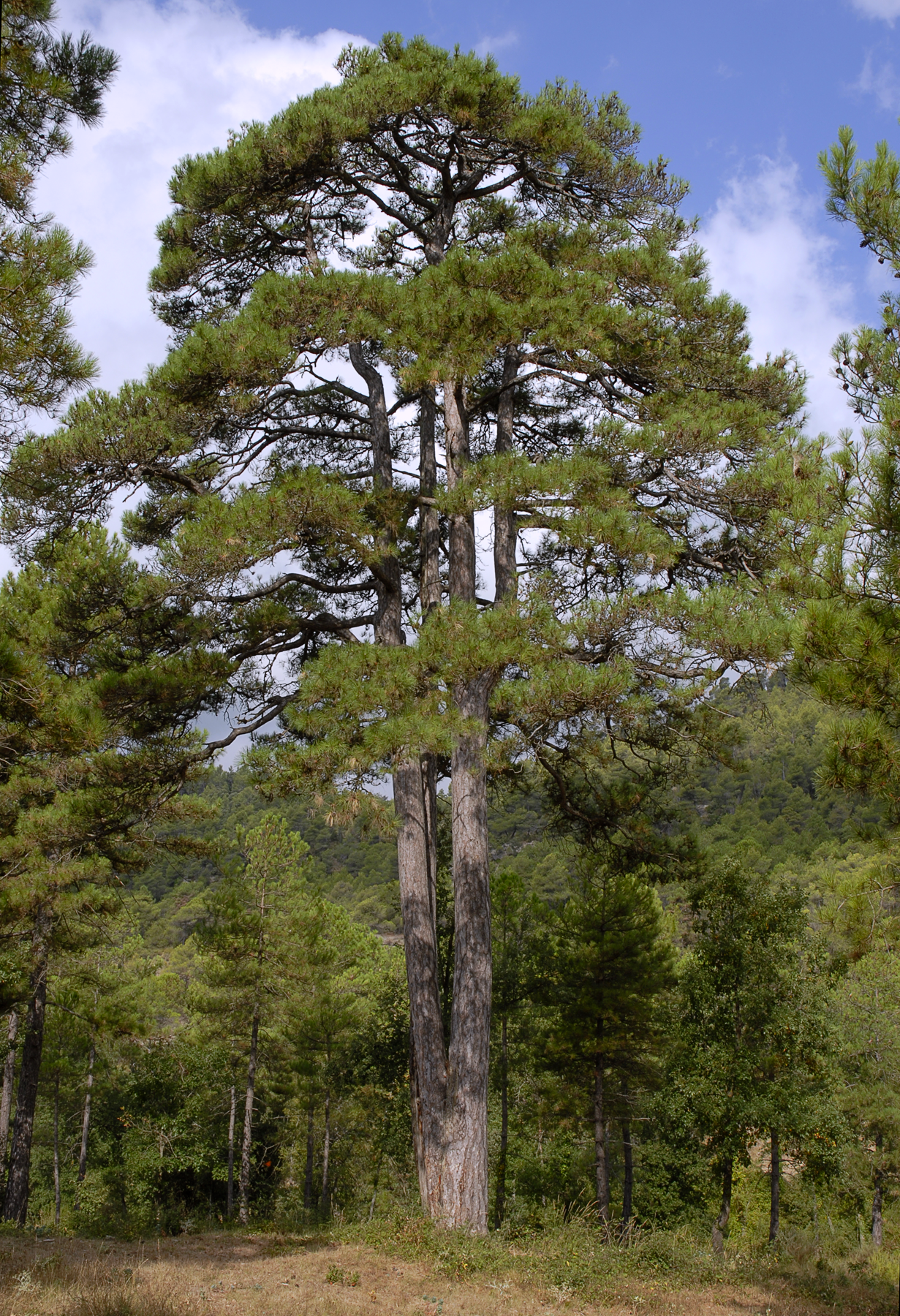
Vista del árbol

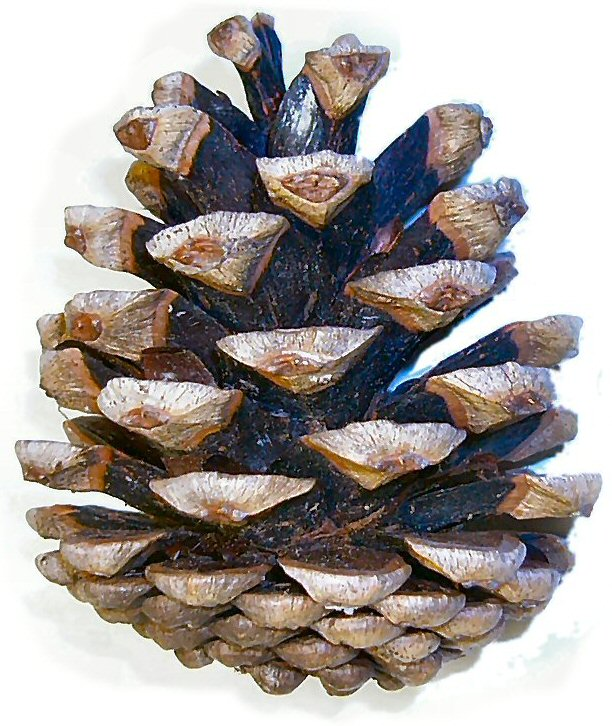
Piña de pino salgareño.

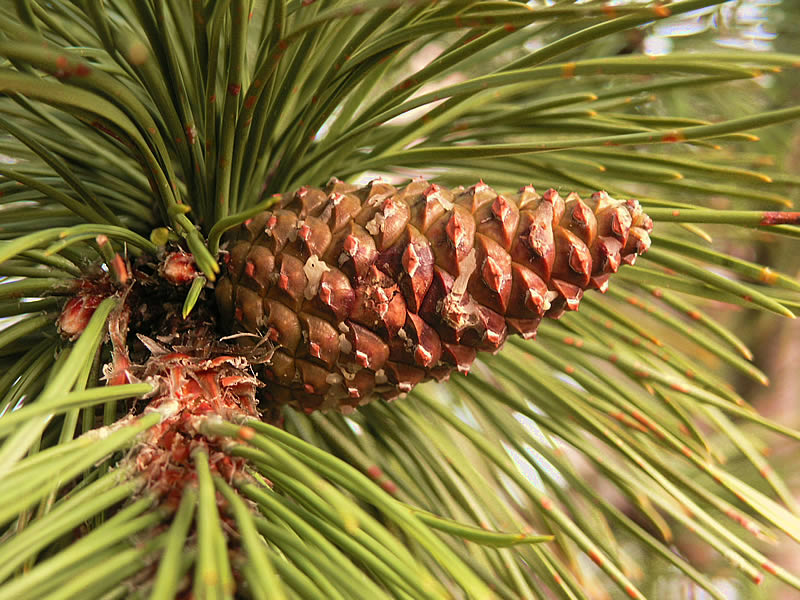
Conos y acículas

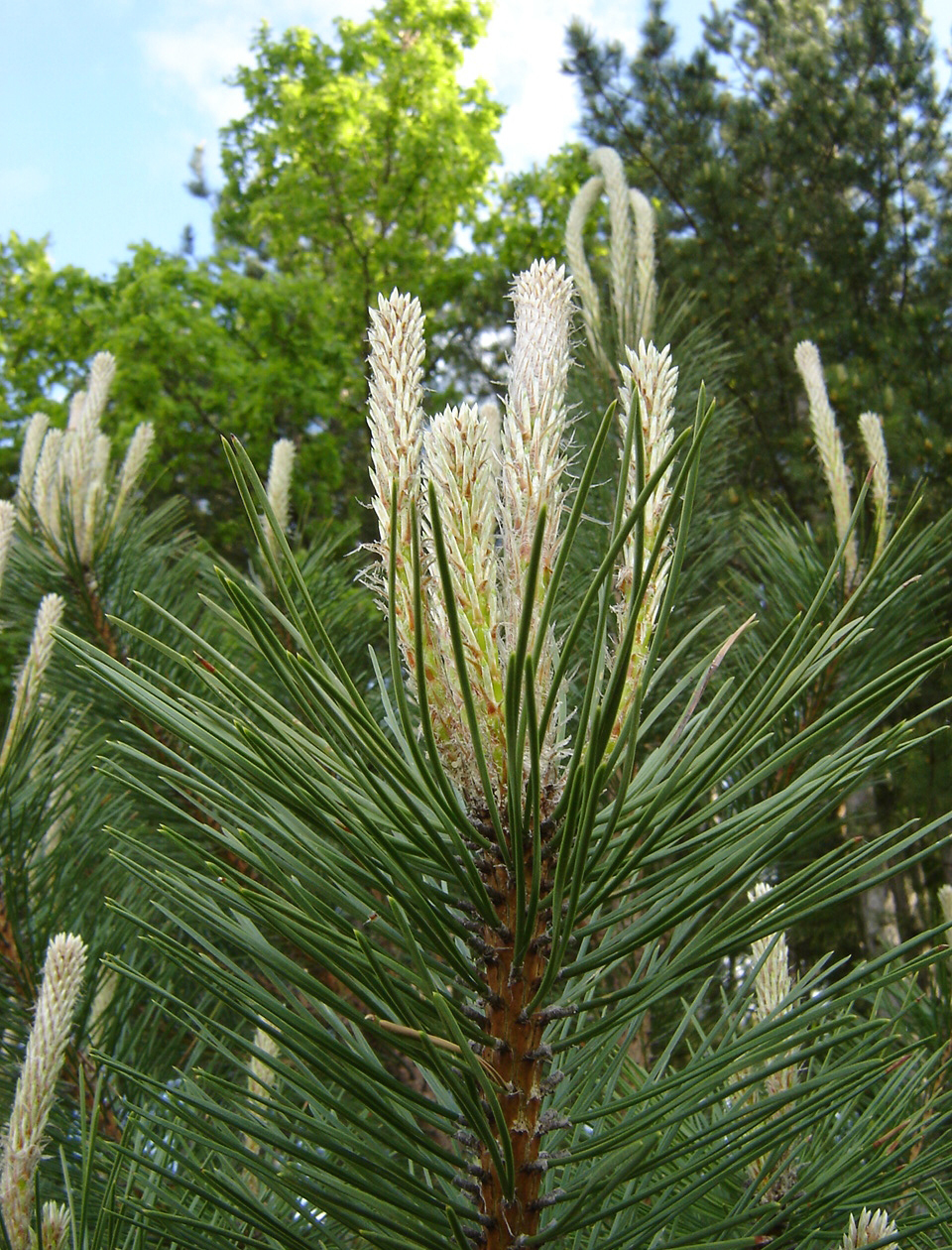
Yemas en crecimiento

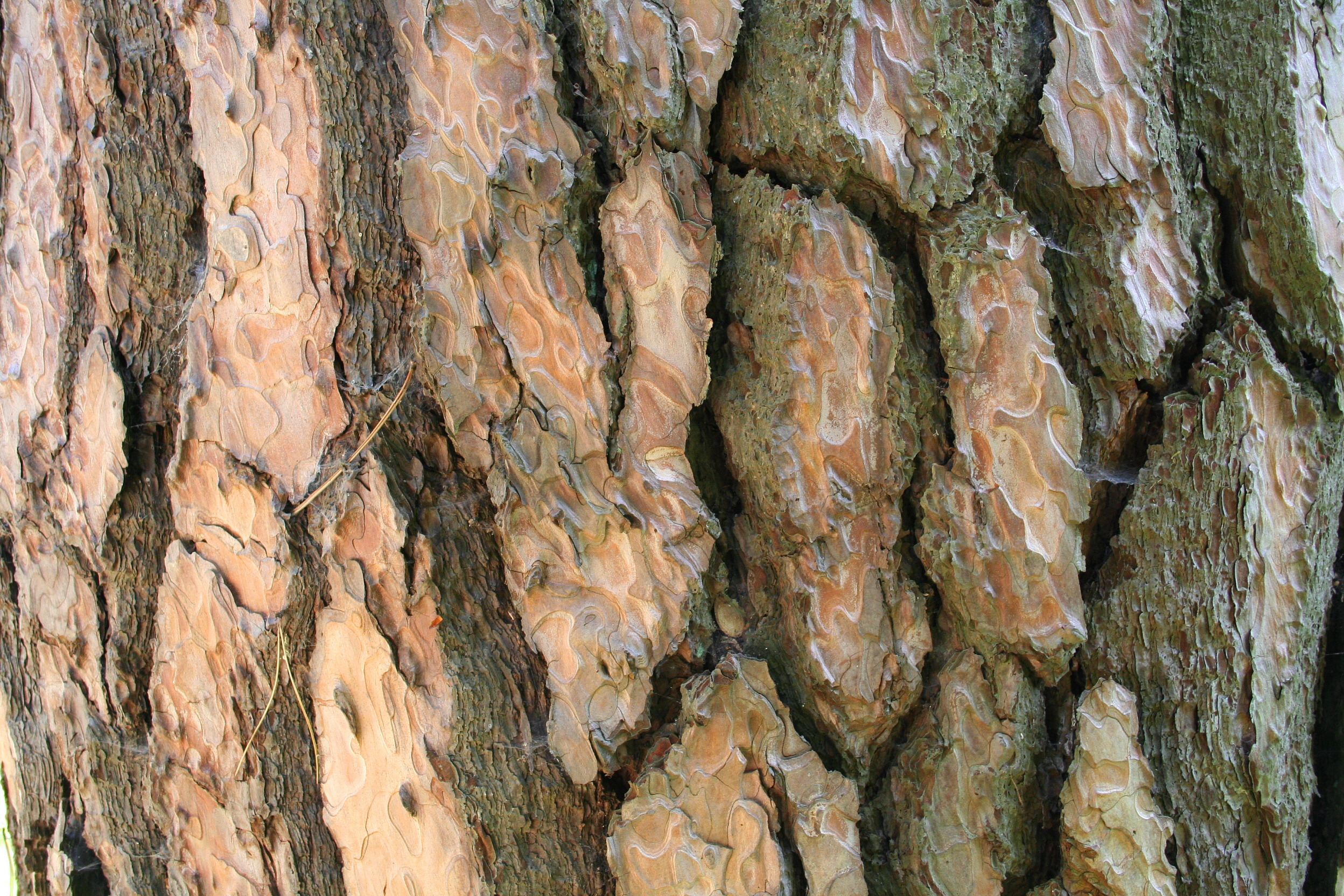
Corteza de pino salgareño

Es un árbol de mediano porte, que alcanza de 20 a 55 metros de altura. La corteza es de color blanco ceniciento, y puede ir del pardo gris al gris oscuro, con surcos toscos, finas placas, cada vez más agrietadas con la edad. Las acículas, largas y fuertes, se agrupan de dos a dos. Son de color verde oscuro, y de 8 a 20 centímetros de largo.
Las piñas o estróbilos son pequeñas. Las piñas y cono de polen aparecen de mayo a junio. La piñas maduras son de 5 a 10 cm de largo con hojas redondeadas; maduran de verde a amarillo pálido 18 meses después de la polinización el viento dispersa las semillas con alas cuando las piñas se abren de diciembre a abril. La madurez sexual se alcanza en 15 a 40 años; las cosechas grandes de la semilla se producen en intervalos de 2 a 5 años. Su crecimiento es moderadamente rápido (30-70 cm/año) y tiene generalmente una forma cónica redondeada, llegando a ser irregular con la edad. Es un árbol muy longevo, llegando algunos ejemplares a alcanzar cerca de 1000 años de edad, como ocurre con algunos pinos salgareños de Puertollano en la sierra de Quesada (provincia de Jaén), que son unos de los pinos más viejos de España, y puede que los más viejos de su variedad en el mundo.

## Distribución
Presente en Europa desde España hasta Crimea y Asia Menor, esporádicamente aparece en la cordillera Atlas al norte de África. Las principales poblaciones españolas se encuentran en Pirineos y Prepirineo, cordillera Costera Catalana, sistema Ibérico (en especial serranía de Cuenca y Maestrazgo) y cordilleras béticas (macizo de Segura-Cazorla, sierra Mágina, sierra de Baza, Sierra Nevada, sierra de Los Filabres). También aparece en el sistema Central (concretamente en el valle de Iruelas en la sierra de Gredos occidental, donde recibe el nombre de pino cascalbo, y en el valle de La Jarosa en la sierra de Guadarrama). Los datos paleobotánicos señalan la existencia en el pasado de esta especie en zonas de la cordillera Cantábrica y en amplias áreas de la meseta norte, y apuntan a que la intervención humana mediante el fuego y el pastoreo haya resultado clave en la destrucción de esos antiguos bosques y en su sustitución por robledales, matorrales y pastizales. Una vez reducida drásticamente su área por tales prácticas a lo largo de milenios, las repoblaciones la extendieron a otras zonas sobre todo desde mediados del siglo XX.

## Ecología
Es una especie predominantemente orófila, distribuyéndose en España entre los 800 y los 2000 m sobre el nivel del mar, si bien en otras zonas de su territorio de distribución puede llegar a altitudes próximas al nivel del mar. Tiene ciertos requerimientos hídricos, aunque algo menores que los de Pinus sylvestris, y es capaz de soportar una sequía estival pronunciada. Muy resistente al frío, es capaz de soportar heladas y nevadas intensas. Prefiere sustratos calizos, aunque puede aparecer en ocasiones en sustratos silíceos. Temperamento de media sombra, al menos en las primeras edades, requiriendo posteriormente una puesta en luz para crecer.

## Subespecies
La especie se divide en dos subespecies, cada una de ellas dividida a su vez en tres variedades:
- Pinus nigra nigra (pino negral de Austria)[5] al este de su área de distribución, desde Austria y noreste de Italia, hasta Crimea y Turquía.
  - Pinus nigra nigra var. nigra: pino negral de Austria, de Austria y los Balcanes.
  - Pinus nigra nigra var. caramanica: pino negro turco, de Grecia, Turquía y Chipre.
  - Pinus nigra nigra var. pallasiana: pino negral de Crimea, de la costa del Mar Negro y el Cáucaso.
- Pinus nigra salzmannii (pino negral) al oeste de su localización, desde la península italiana hasta España y el norte de África.
  - Pinus nigra salzmannii var. salzmannii: pino salgareño, de España y el sur de Francia.
  - Pinus nigra salzmannii var. corsicana: (también conocido como subsp. laricio), pino negral de Córcega,[5] pino de Córcega o pino laricio, de Córcega e Italia central.
  - Pinus nigra salzmannii var. mauretanica: pino negro del Atlas, de Marruecos y Argelia.

## Taxonomía
Pinus nigra fue descrita por Johann Franz Xaver Arnold y publicado en Reise nach Mariazell in Steyermark 8, pl. s.n. 1785.
Etimología
- Pinus: nombre genérico dado en latín al pino.[7]
- nigra: epíteto latino que significa "negra".

Sinonimia
- Abies marylandica Dallim. & A.B.Jacks.
- Abies novae-angliae K.Koch
- Pinus austriaca Höss
- Pinus banatica (Georgescu & Ionescu) Georgescu & Ionescu
- Pinus nigricans Host[8][9]

subsp. dalmatica (Vis.) Franco
- Pinus dalmatica Vis.
- Pinus maritima subsp. dalmatica (Vis.) O. Schwarz

subsp. laricio Maire
- Pinus altissima Carrière
- Pinus calabrica Gordon
- Pinus caramanica Bosc. ex Loudon
- Pinus cebenensis Gordon
- Pinus clusiana var. corsicana (Loudon) Franco
- Pinus corsicana Loudon
- Pinus italica Herter
- Pinus karamana Mast.
- Pinus laricio Poir.
- Pinus larico Poir.
- Pinus poiretiana (Asch. & Graebn.) Arrigoni
- Pinus sylvestris var. maritima Aiton

subsp. pallasiana (Lamb.) Holmboe
- Pinus fenzleyi Antoine & Kotschy ex Carrière
- Pinus pallasiana Lamb.
- Pinus pontica K.Koch
- Pinus taurica (Loudon) Steud.

subsp. salzmannii (Dunal) Franco
- Pinus clusiana Clemente
- Pinus conglomerata Graeffer ex Ten.
- Pinus mauretanica (Maire & Peyerimh.) Gaussen
- Pinus mauretanica (Maire & Peyerimh.) Heyw.
- Pinus pyrenaica Lapeyr.
- Pinus salzmannii Dunal

## Nombre común
- Castellano: ampudio, carrasco, empudio, laricio, pin blanco, pincarrasco, pino, pino albar, pino ampudio, pino austriaco, pino blanco, pino blanco laricio, pino carrasco, pino carrax, pino cascalbo, pino cascallo, pino falgareño, pino gargallo, pino laricio, pino maderero, pino nasarre, pino nassarre, pino nassarro, pino nazaron, pino nazarro, pino nazarrón, pino nazarón, pino negral, pino negral español, pino negro, pino pudio, pino real, pino salgareño, pino sargareño, pino silvestre, pudio, sargareño.[10]